# It's Five O'Clock (single)
It's Five O'Clock is een single van Aphrodite's Child. Het is afkomstig van hun gelijknamige album It's Five O'Clock.
De muziek van It’s Five O’Clock is geschreven in de traditie van klassieke muziek, zoals die ook is toegepast in bijvoorbeeld A whiter shade of pale van Procol Harum. De muziek neigt richting de muziek van Johann Sebastian Bach en tijdgenoten. Echter in tegenstelling tot diezelfde Procol Harum had Aphrodite’s Child toen al een volop experimenterende orgel/synthesizervirtuoos Evangelos Pappathanassiou, die alle mogelijkheden van het toen nog in de kinderschoenen staande elektronische toetsinstrument probeerde te ontdekken. In de eerste maten is een glissando van het orgel te horen. Het nummer begint vrij rustig met een mijmerende en eenzame Demis Roussos, die in alle vroegte door de straten wandelt en niemand ontmoet. ("It's five o'clock and I walk down the empty streets, thoughts fill my head, no one speaks to me"). De begeleiding bestaat dan uit hammondorgel, basgitaar en drums.
Vervolgens trekt Vangelis alle registers open, in de stereo-opname zijn het hammondorgel (links), een synthesizer (rechts) en een mellotron (achtergrond) te horen. De muziek ondergaat een fors crescendo, terwijl Roussos ook vocaal flink uithaalt. Hij kan niet geloven dat hij in die situatie is beland en herkent zichzelf eigenlijk niet ("It's hard to believe that's me"). Het lied heeft een ABABA-coda structuur; een rustig couplet volgt daarom en daarna wederom de uithaal, die dan niet zo sterk meer overkomt als de eerste combinatie AB. Na nogmaals een couplet, geeft Vangelis een draai aan de muziek in een coda waarin weer wordt geëxperimenteerd met de toenmalig synthesizergeluiden.
B-kant van de single was Funky Marry, dat van een geheel ander kaliber is. De melodieuze muziek van de A-kant is hier afwezig. Het is een werkje, dat sterk geworteld is in de percussieklanken van zowel slagwerk als toetsinstrumenten en klinkt zoals de titel al zegt Funky. Bijzonder is dat Vangelis hier vibrafoon speelt, dat zou hij later ook als soloartiest maar schaars toepassen.

## Lijsten
It's Five O'Clock haalde in een aantal landen de hitparades, waaronder ook in Nederland. Ook in Zwitserland haalde het de hitlijst. Engeland bleef achter met geen notering.

### Nederlandse Top 40
| Hitnotering: week 10/1970 t/m week 15/1970 | Hitnotering: week 10/1970 t/m week 15/1970 | Hitnotering: week 10/1970 t/m week 15/1970 | Hitnotering: week 10/1970 t/m week 15/1970 | Hitnotering: week 10/1970 t/m week 15/1970 | Hitnotering: week 10/1970 t/m week 15/1970 | Hitnotering: week 10/1970 t/m week 15/1970 | Hitnotering: week 10/1970 t/m week 15/1970 |
| Week:                                      | 1                                          | 2                                          | 3                                          | 4                                          | 5                                          | 6                                          |                                            |
| ------------------------------------------ | ------------------------------------------ | ------------------------------------------ | ------------------------------------------ | ------------------------------------------ | ------------------------------------------ | ------------------------------------------ | ------------------------------------------ |
| Positie:                                   | 33                                         | 16                                         | 12                                         | 13                                         | 15                                         | 29                                         | uit                                        |

### NederlandseSingle Top 100
| Hitnotering: 14-03-1970 t/m 17-04-1970 | Hitnotering: 14-03-1970 t/m 17-04-1970 | Hitnotering: 14-03-1970 t/m 17-04-1970 | Hitnotering: 14-03-1970 t/m 17-04-1970 | Hitnotering: 14-03-1970 t/m 17-04-1970 | Hitnotering: 14-03-1970 t/m 17-04-1970 | Hitnotering: 14-03-1970 t/m 17-04-1970 |
| Week:                                  | 1                                      | 2                                      | 3                                      | 4                                      | 5                                      |                                        |
| -------------------------------------- | -------------------------------------- | -------------------------------------- | -------------------------------------- | -------------------------------------- | -------------------------------------- | -------------------------------------- |
| Positie:                               | 18                                     | 12                                     | 11                                     | 12                                     | 26                                     | uit                                    |

### EvergreenTop 1000
| Evergreen Top 1000 "It's Five O'Clock" | Evergreen Top 1000 "It's Five O'Clock" | Evergreen Top 1000 "It's Five O'Clock" | Evergreen Top 1000 "It's Five O'Clock" | Evergreen Top 1000 "It's Five O'Clock" | Evergreen Top 1000 "It's Five O'Clock" | Evergreen Top 1000 "It's Five O'Clock" | Evergreen Top 1000 "It's Five O'Clock" | Evergreen Top 1000 "It's Five O'Clock" | Evergreen Top 1000 "It's Five O'Clock" | Evergreen Top 1000 "It's Five O'Clock" |
| Jaar                                   | 2008                                   | 2009                                   | 2010                                   | 2011                                   | 2012                                   | 2013                                   | 2014                                   | 2015                                   | 2016                                   | 2017                                   |
| -------------------------------------- | -------------------------------------- | -------------------------------------- | -------------------------------------- | -------------------------------------- | -------------------------------------- | -------------------------------------- | -------------------------------------- | -------------------------------------- | -------------------------------------- | -------------------------------------- |
| Positie                                | -                                      | -                                      | -                                      | -                                      | -                                      | 889                                    | 1000                                   | -                                      | -                                      | -                                      |

### NPO Radio 2 Top 2000
| Nummer met noteringen in de NPO Radio 2 Top 2000 | '99  | '00 | '01 | '02 | '03 | '04  | '05  | '06  | '07 | '08  | '09  | '10  | '11  |
| ------------------------------------------------ | ---- | --- | --- | --- | --- | ---- | ---- | ---- | --- | ---- | ---- | ---- | ---- |
| It's Five O'Clock                                | 1152 | -   | 873 | 978 | 608 | 1076 | 1157 | 1214 | 972 | 1004 | 1561 | 1474 | 1879 |

1. ↑  Een '-' betekent dat het nummer niet was genoteerd en een vetgedrukt getal geeft de hoogste notering aan.
2. ↑  Deze tabel is bijgewerkt tot en met de laatste editie (2024).